# Прича о кмету Симану
Прича о кмету Симану је приповетка Иве Андрића објављена 1969. Објављена је у делу „Прича о кмету Симану и друге приповетке“. Радња је смештене у време после Берлинског конгреса, 1878, у Босни и Херцеговини за време њене окупације од стране Аустроугарске. Писац је записивао догађаје Симана, Селимовог кмета. 

## Радња
Симан је имао имање и породицу, али је редовно морао да плаћа данак свом везиру. И једнога дана, охрабрен што Босна више није Турска, Симан је одбио да плати данак и отерао везира празних руку уз грубе речи. После тога у домаћинству му је све кренуло набоље, боље су јели и живели, али је Селим тужио Симана суду и суд је донео одлуку да Симан плати велику одштету, што је он одбио. Одбивши то, Симану је одузето имање, жена и деца су му поумирала, а и сам је, на крају завршио као просјак.
Ова приповетка за собом носи и једну поуку: „Боље је понекад нешто прећутати, него рећи“, како Иво Андрић каже „у ћутању је сигурност.”